# Sophie-Marie Larrouy
Sophie-Marie Larrouy, surnommée SML., née le 22 février 1984 à Remiremont, est une comédienne, humoriste, journaliste, scénariste et écrivaine française.

## Biographie
Originaire des Vosges, Sophie-Marie Larrouy est diplômée d'un BTS management des unités commerciales. Elle enchaîne les petits boulots et travaille comme caissière puis vendeuse en magasin de sport pendant près de quatre années en Alsace, avant d'intégrer l'École supérieure de journalisme de Lille.

### Carrière professionnelle

#### Journalisme
Encore stagiaire en journalisme, Sophie-Marie Larrouy découvre le « droit de s’amuser dans son travail », et affûte son regard humoristique et décalé sur le monde qui l'entoure. De 2007 à 2010, elle incarne son double maléfique, la youtubeuse décomplexée Vaness La Bomba, alors qu'elle collabore avec le magazine en ligne Madmoizelle. Elle participe également pendant deux ans à la Matinale de Maïtena Biraben sur Canal+, où elle peaufine encore davantage sa palette de personnages. Ses textes sont publiés dans les magazines Brain, Fluide.G ou Muteen. Accompagnée de Navie, elle vise à bousculer les tabous sur la sexualité dans le podcast bimensuel L’Émifion. Elle anime également son propre projet sonore avec À bientôt de te revoir, un podcast où elle fait la conversation avec des invités de son choix, sur un ton décalé ; le podcast connaît un franc succès d'audience, il s'arrête en 2023 après 131 épisodes et 12 millions d'écoutes cumulées, une nouvelle saison est relancée en 2025. Depuis 2020, elle anime le podcast On est chez nous, produit par Binge Audio et diffusé sur Spotify. En 2023, Sophie-Marie Larrouy lance un nouveau podcast, À la recherche du thon à la catalane, qu'elle produit elle-même, et qu'elle présente comme une « méditation à l’intérieur d’un hypermarché ».

#### Comédie
En 2012, Océan met en scène son premier spectacle Sapin le jour, ogre la nuit, dans lequel elle se confie sur son enfance,. Elle mène parallèlement à ses activités sur scène une carrière au cinéma avec des participations aux longs-métrages 20 ans d'écart de David Moreau, Floride de Philippe Le Guay ou L'Hermine de Christian Vincent aux côtés de Sidse Babett Knudsen et Fabrice Luchini.
En 2017, Sophie-Marie Larrouy incarne Sonia dans Embrasse-moi !, premier film d'Océan et Cyprien Vial.

#### Littérature
Après avoir coécrit différents ouvrages, Sophie-Marie Larrouy se lance dans la littérature en solo dès 2017 avec la publication de L’art de la guerre 2 chez Flammarion. À la première personne, l'autrice endosse avec réalisme chacun des rôles de sa vie. Elle évoque notamment les rêves et grandes déceptions d’une génération qui n’a pas connu la guerre, mais qui est pourtant loin de se sentir en paix. Le titre de l'ouvrage fait écho à L'Art de la guerre de Sun Tzu, un traité de stratégie militaire achevé plus de vingt siècles auparavant.
En février 2018, elle édite Cœurs à gratter aux éditions Payot & Rivages, un guide humoristique dédié aux relations amoureuses,.

## Filmographie

### Cinéma
- 2013 : 20 ans d'écart de David Moreau : Clémentine
- 2014 : Tonite, court métrage de Nine Antico : Pauline
- 2015 : Floride de Philippe Le Guay : secrétaire Joséphine
- 2015 : L'Hermine de Christian Vincent : Coralie Marciano
- 2018 : Embrasse-moi ! d'Océan et Cyprien Vial : Sonia
- 2018 : Ami-ami de Victor Saint Macary : la bouchère
- 2019 : La Belle Époque de Nicolas Bedos : figurante château
- 2020 : T'as pécho ? d'Adeline Picault
- 2022 : Athena de Romain Gavras
- 2023 : Yo Mama de Leïla Sy et Amadou Mariko
- 2023 : Paula d'Angela Ottobah
- 2024 : Les Chèvres ! de Fred Cavayé : Anne d'Autriche
- 2024 : Nous, les Leroy de Florent Bernard

### Télévision
- 2016 : Le Tour du Bagel
- 2016 : Clash d'astéroïde
- 2016 : Terrorist in Love
- 2016 : Golden Moustache
- 2016 : Un wesh presque parfait
- 2016 : L'Handicapé
- 2016 : Détestable
- 2016 : Bloqués - Épisode 68 : Hey salut… : la copine cool
- 2019 : Family Business (série Netflix) d'Igor Gotesman
- 2019 : Cheyenne et Lola
- 2020 : Derby Girl (série France.tv Slash) : Fanny, alias MotherBlocker
- 2021 : 6 X confiné.e.s (série Canal +)
- 2022 : Meurtres à Nancy de Sylvie Ayme
- 2022 : D'autres chats à fouetter (court-métrage réalisé par Ovidie, France 2) : Paula Daguerre, professeure d'anglais
- 2022: À bientôt de te revoir, diffusé sur la plateforme France.tv Slash
- 2022 : Des gens bien ordinaires (série télévisée)
- 2023 : La Tribu de Nadine Loisal et Patrick Cassir : Jeanne Journeux

## Publications
- Marc Hervez et Sophie-Marie Larrouy, Le Foot expliqué aux filles, à ma mère et à Didier Deschamps, Delcourt, 106 p., 2014  (ISBN 2756055077)
- Jeanne Gaullier et Sophie-Marie Larrouy, Devenir grands-parents pour les nuls (pour les nuls en bd), Delcourt, 98 p., 2016  (ISBN 2412015996)
- Sophie-Marie Larrouy et Navie Virgine Mosser, Comment ne pas devenir un vieux con, Marabout, 2016  (ISBN 2501099559)
- Sophie-Marie Larrouy et Navie Virginie Mosser, Comment garder sa BFF jusqu'à la mort ?, Marabout, 2017  (ISBN 2501120930)
- L'Art de la guerre 2, Flammarion, 221 p., 2017  (ISBN 2081386313)
- Logan De carvalho, Ma sœur est une gitane, préface de Sophie-Marie Larrouy, éditions Payot & Rivages, 150 p., 2018  (ISBN 2228920711)
- Cœurs à gratter, éditions Payot & Rivages, 150 p., 2018  (ISBN 2228919950)
- Sophie-Marie Larrouy et Ovidie, La Fabrique du prince charmant, éditions Seuil, 120 p., 2024  (ISBN 2021533220)